# 岡田理沙
岡田 理沙（おかだ りさ、1994年12月17日 - ）は、九州朝日放送（KBC）のアナウンサー。兵庫県尼崎市出身。

## 来歴
兵庫県立伊丹北高等学校・甲南大学卒業。2017年4月、九州朝日放送入社。
大阪のアナウンサースクール「セイアカデミー」に通っていた。
2022年4月21日、出演していた『アサデス。ラジオ』と自身のTwitterで同月18日に結婚したことを発表。

## 人物
趣味はドライブ・特技は餃子作り。　
兄が1人いる。
ペットのオカメインコの名前は「ピピちゃん」。

## 現在の出演番組

### テレビ
- とっても健康らんど - 4代目ナレーター ※不定期
- アサデス。KBC - 金曜メインキャスター（2023年4月3日 - ）
  - 2018年 - 2021年12月は「SPORTS☆キラリ[注釈 1]」、2022年以降は「ニュースここ大事（木曜・金曜 → 月曜）」を担当。また不定期で朝イチ!スクープ及び祝日時のメインキャスター代理も時折担当。
- KBCニュース

### ラジオ
- アサデス。ラジオ（金曜日の「モーニング」と木曜・金曜の「ブランチ」を経て2023年4月からは金曜日の8:45頃に出演。）
- サンデーモーニングミュージック - （日曜 6:25 - 6:43、2020年10月 - ）
- KBCラジオチャリティミュージックソン（2020年・2021年・2023年・2024年メインランナー）
- KBC朝日新聞ニュース

## 過去の担当番組

### テレビ
- HKT青春体育部!
- シリタカ!（2024年2月 - 12月）- ニュースMC。レギュラー出演を開始する以前にも、時折フィールドキャスターや番宣ゲストとしての出演歴あり。

### ラジオ
- KBC長浜横丁 餃子のオカダ - 女将 役
- PAO～N - 金曜担当
- ガブリナ（2017年10月6日 - 2018年3月30日）- ガブリポ金曜リポーター
- 夜の穴～ミッドナイト・ホール～ - 木曜日
- モーニングミュージック -（2017年10月 - 2020年9月、土曜 5:00 - 5:20）
- アナビアンナイト - ( - 2020年9月、木曜 0:35 - 1:00)
- 和田侑也のハイスクwish